# 스탠리 필즈

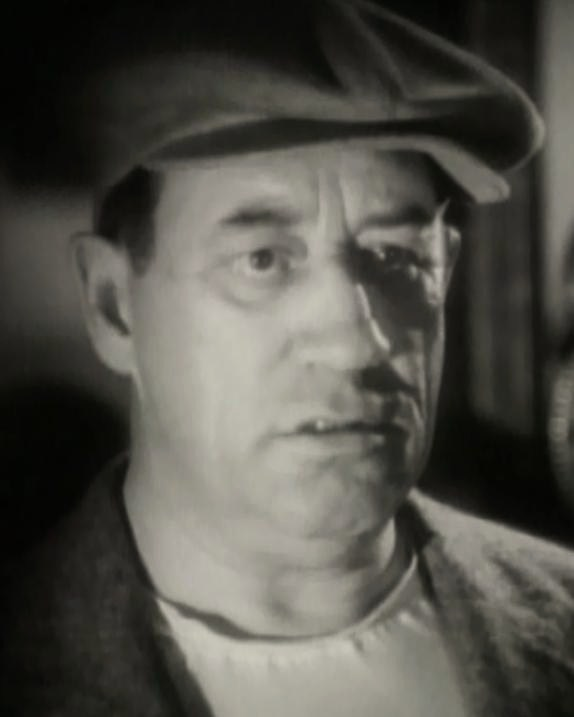

스탠리 필즈(Walter L. Agnew, 1883년 5월 20일 ~ 1941년 4월 23일)는 미국의 배우, 권투 선수이다.
로스앤젤레스에서 사망하였다.

## 영화
- 뉴 문 (1940년)
- 마르코 폴로의 모험 (1938년)
- 데인저-러브 앳 워크 (1937년)
- 뉴욕의 토스트 (1937년)
- 더 그레이트 오맬리 (1937년)
- 더 게이 데스페라도 (1936년)
- 쇼 보트 (1936년)
- 바운티호의 반란 (1935년)
- 키드 밀리언스 (1934년)
- 로마 스캔달 (1933년)
- 더 키드 프럼 스페인 (1932년)
- 걸 크레이지 (1932년)
- 시티 스트리트 (1931년)
- 시머론 (1931년)
- 매미 (1930년)
- 리틀 시저 (1930년) - 샘 역